# Bjarne T. Holm
Bjarne T. Holm är född i Köpenhamn i Danmark och är en dansk musiker. Han spelar i det danska metalbandet Mercyful Fate och i hårdrocksbandet Force Of Evil, där han spelar med de gamla Mercyful Fate-medlemmarna Michael Denner och Hank Shermann.